# Storøya (Hole)
Pour les articles homonymes, voir Storøya.
Storøya est une île de la commune de Hole , dans le comté de Buskerud en Norvège.

## Description
L'île de 1,7 km2 est située dans le Tyrifjord, juste au sud-ouest de Sundvollen et Kroksund. L'île est reliée à Elstangen sur Utstranda via un pont flottant.
Sur l'île se trouve également la ferme Storøen, qui au Moyen Âge était le siège du Diocèse de Hamar à l'ouest, et un parcours de golf de 18 trous géré par le Tyrifjord Golf Club. Au sud-est de l'île il y a un grand terrain de cottages, et au nord-est un port de plaisance.

## Zone protégée
La réserve naturelle de Storøya est également située sur l 'île, qui a été protégée le 15 janvier 1988. La zone de conservation comprend la zone de plage à l'ouest de l'île. La principale raison de la décision de conservation est les couches géologiques du Silurien dont le champ forme le profil de référence pour la période subsilurienne d'il y a 440 millions d'années.
L'île se compose d'une diversité de types de nature. Comme sur les pentes descendant vers le Tyrifjorden, il y a aussi une forêt de pins calcaires. La biodiversité est riche sur l'île, qui possède une flore variée. À Storøen gård, il existe des plantes cultivées rares et une flore qui ont probablement été apportées sur l'île par des moines.